# چلچله کوبایی

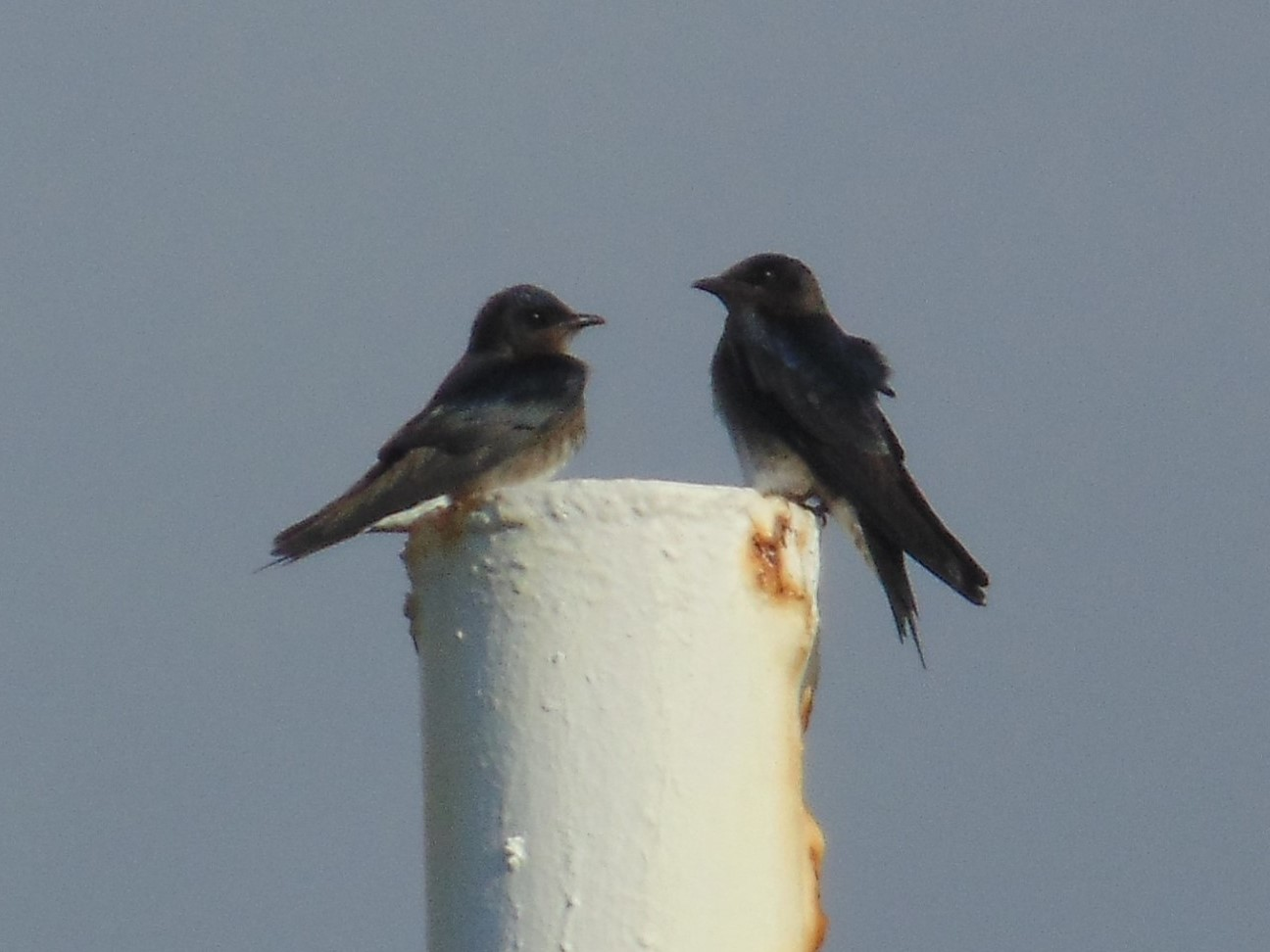
چلچله کوبایی

چلچله کوبایی (نام علمی: Progne cryptoleuca) نام یک گونه از سرده پروکن‌پرستوها است.